# Norman Scott
Norman Scott (10 de agosto de 1889 – 13 de noviembre de 1942) fue un contraalmirante en la Armada de los Estados Unidos, quien póstumamente recibió la Medalla de Honor por sus acciones en el Teatro del Pacífico de la Segunda Guerra Mundial.

## Biografía
Scott nació en Indianápolis, Indiana. Se inscribió en la Academia Naval en 1907, se graduó cuatro años más tarde y recibió su comisión como pabellón en marzo de 1912. Durante 1911 hasta 1913, Scott desempeñó servicios en el acorazado Idaho, después sirvió en destructores y relacionó más con el deber. En diciembre de 1917, era oficial ejecutivo de USS Jacob Jones cuando un submarino alemán la hundió y fue elogiada para su funcionamiento en aquel momento. Durante el resto de Primera Guerra Mundial, el teniente Scott tenía deber en el Departamento de la Armada y como asistente naval del presidente Woodrow Wilson. En 1919, mientras llevaba el rango temporal de Capitán de Corbeta, estaba a cargo de una división de "Eagle Boats " (PE) y comandó el SS Eagle #2 y el Eagle #3.
Durante el principio de los años 1920, Norman Scott desempeñó servicios a flote en destructores y en el acorazado Nueva York, y en tierra en Hawái. A partir de 1924 hasta 1930, lo asignaron al personal de comando Battle Fleet y como instructor en la Academia Naval. Comandó los destructores MacLeish y Paul Jones a comienzos de los años 1930. Después de un viaje como oficial ejecutivo del crucero ligero Cincinnati, el comandante Scott fue miembro de la U.S. Naval Mission en Brasil desde 1937 hasta 1939. Tras ascender al rango de Capitán, fue oficial al mando del crucero pesado Pensacola hasta poco después de que los Estados Unidos se incorporaran la Segunda Guerra Mundial en diciembre de 1941.
Se le fue asignado al capitán Scott la Oficina del Jefe de Operaciones Navales durante los primeros meses de 1942. Después de convertirse en contraalmirante en mayo, fue enviado al Pacífico Sur, en donde comandó un grupo de apoyo durante la invasión de Guadalcanal y de Tulagi a comienzos de agosto. El Contraalmirante Scott continuó dirigiendo unidades de superficie en los tres meses siguientes, pues la campaña para mantener Guadalcanal se intensificó. Entre el 11 y el 12 de octubre de 1942, comandó una fuerza de cruceros y destructores en la Batalla de Cabo Esperanza, considerada como la primera victoria naval de superficie de la Armada de los Estados Unidos en aquella campaña. Un mes después, el 13 de noviembre, era el segundo al mando durante la acción nocturna inicial de la Batalla Naval de Guadalcanal. En aquella lucha salvaje y brutal, el contraalmirante murió en acción cuando su buque insignia, el crucero ligero Atlanta, fue fatalmente dañado, probablemente por el crucero pesado USS San Francisco (CA-38), así como un torpedo. Para su "heroísmo extraordinario y su notoria sagacidad" en las batallas de octubre y de noviembre, se le hizo un homenaje póstumo en la cual se la condecora con la Medalla de Honor.

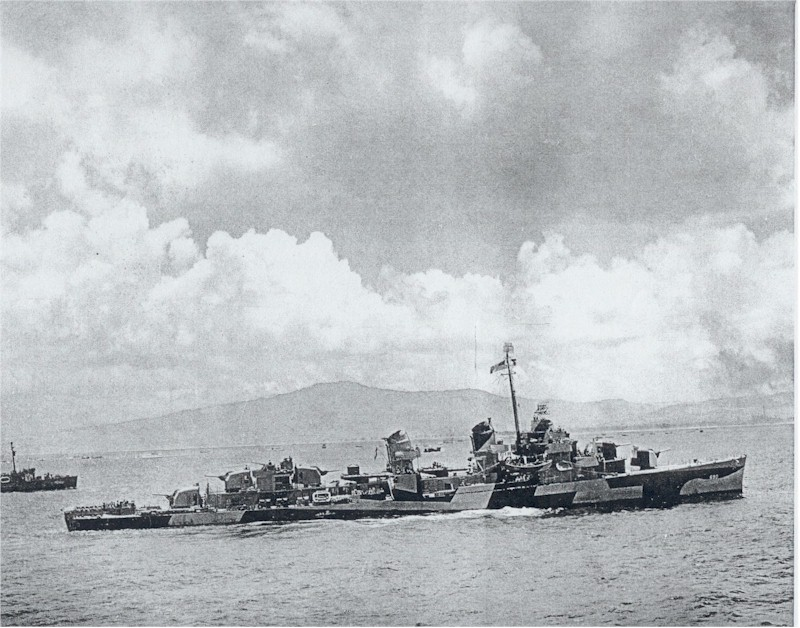
USS Norman Scott (DD-690).

## Homónimos
En honor a la memoria del contraalmirante Norman Scott fueron nombrados a dos buques de guerra como tal. Los buques son: 
- el USS Norman Scott (DD-690), que funcionó desde 1943 hasta 1973.
- el USS Scott (DDG-995), que funcionó desde 1981 hasta 1998.

## Medalla de Honor
For extraordinary heroism and conspicuous intrepidity above and beyond the call of duty during action against enemy Japanese forces off Savo Island on the night of 11-12 October and again on the night of 12-13 November 1942. In the earlier action, intercepting a Japanese Task Force intent upon storming our island positions and landing reinforcements at Guadalcanal, Rear Adm. Scott, with courageous skill and superb coordination of the units under his command, destroyed 8 hostile vessels and put the others to flight. Again challenged, a month later, by the return of a stubborn and persistent foe, he led his force into a desperate battle against tremendous odds, directing close-range operations against the invading enemy until he himself was killed in the furious bombardment by their superior firepower. On each of these occasions his dauntless initiative, inspiring leadership and judicious foresight in a crisis of grave responsibility contributed decisively to the rout of a powerful invasion fleet and to the consequent frustration of a formidable Japanese offensive. He gallantly gave his life in the service of his country.
Cita de la condecoración en inglés